# CyPress
Die CyPress GmbH war ein Zeitschriftenverlag mit Sitz in Höchberg bei Würzburg. 1996 wurde CyPress als Verlag für das Videospielmagazin fun generation von Kai Neugebauer, Stephan Girlich, Götz Schmiedehausen, Wolfgang Hartmann und dem Vogel Verlag gegründet. Zwischenzeitlich erschienen bis zu sechs deutschsprachige Magazine im Home-Entertainmentbereich. CyPress betrieb außerdem über ein Jahr lang das gemeinsame Onlineportal der Magazine Cynamite.de. Zum 1. Oktober 2007 wurden fast alle Publikationen sowie die Website von Computec Media übernommen, die restlichen wurden eingestellt.

## Geschichte
Im Sommer 1995 erschien die erste Ausgabe (6/95) des Multiplattform-Magazins Fun Generation. Ein paar Wochen später brannte das Redaktionsbüro vollständig aus. Jedoch konnten die Festplattenlaufwerke, mit der gerade vollendeten Ausgabe, gerettet werden. Im Jahr 1997 erschien die Spielkonsole Nintendo 64. CyPress entschied sich, im Gegensatz zu anderen Verlagen, kein spezifisches Nintendo-64-Magazin herauszubringen. Stattdessen entwickelt CyPress das PlayStation-Magazin play The Playstation (kurz play). Währenddessen wurde fun generation von Sony Computer Entertainment als Magazin des Jahres ausgezeichnet. Gegen Ende des Jahres 1997 verkaufte sich die play über 100.000-mal und wurde dadurch automatisch das bis dato meistverkaufte unabhängige PlayStation-Magazin. 1998 bot Sony Computer Entertainment CyPress an Das Offizielle PlayStation Magazin (kurz OPM) in Deutschland zu verlegen. Im Ab April 1999 erschien die Erstausgabe des Magazines. Der Verlag erhielt 2000 nun auch die Lizenz das Nachfolger-Magazin Das Offizielle PlayStation2 Magazin (kurz OPM2) zu vertreiben pünktlich zur Veröffentlichung der dementsprechenden Konsole PlayStation 2. Diese erschien auch ein Tag vor dem deutschen Verkaufsstart der Konsole. Im Dezember desselben Jahres startete DVD Vision, das erste CyPress-Magazin für DVD-Filme. Zum Jahresende wurde dann fun generation nach 60 Ausgaben und einer, für Cypress, erfolgreichen Bilanz eingestellt. 2001 war DVD Vision das meistverkaufte DVD Magazin in Deutschland. Im Januar 2001 kaufte die Vogel Business Media weitere Anteile von CyPress und war seitdem alleiniger Eigentümer und im Juli erschien das Kino-Magazin Planet Movie erstmals. CyPress brachte im Mai 2003 das Multiplattform-Magazin Videogames Aktuell (kurz VGA) für den sehr günstigen Preis von einem Euro heraus und VGA wurde so zum erfolgreichsten Magazin des Verlags. Im November 2003 wurde erstmals das neue DVD- und Heimkino-Magazin DVD Aktuell verlegt, jedoch wurde im Gegenzug Planet Movie wieder eingestellt. Ab November 2004 erschien das Computerspiele-Magazin PC PowerPlay (kurz PCPP).
Mit der Ausgabe 04/2007 wurden die beiden Magazine play (nach 119 Ausgaben) und OPM2 (nach 80 Ausgaben) eingestellt und durch das neugeschaffene Heft play³ ersetzt. Dieses neue Magazin, das am 18. April 2007 erstmals an den Kiosken auslag, beschäftigte sich mit der PlayStation 3, sowie PSP und PlayStation 2. Außerdem wurde auch ein Fokus auf Filme auf Blu-ray Disc gesetzt.
Am 7. September 2007 wurde bekanntgegeben, dass die beiden Magazine Games Aktuell und play³ zum 1. Oktober von der Computec Media übernommen werden. Weiter wurde auch das Onlineportal Cynamite.de an Computec übergeben, wobei das bisherige Redaktionsteam übernommen wurde. Auch wurde die Zeitschrift DVD Vision von Computec übernommen und wurde bis zur Ausgaben 04/2010 unter dem Titel Widescreen Vision veröffentlicht. Die PC PowerPlay hingegen wurde eingestellt und die damaligen Abonnenten erhielten einmalig die PC Games und PC Action und konnten dabei entscheiden, ob sie eines der beiden Magazine für die restliche Laufzeit des Abos erhalten wollten oder von ihrem Sonderkündigungsrecht Gebrauch machen.

## Veröffentlichte Publikationen
- fun generation (Multiplattform Videospiele)
- Das Offizielle PlayStation Magazin (PlayStation-Konsolen; wurde teilweise durch das OPM2 ersetzt)
- Planet Movie (Kino)
- play the PlayStation (Playstation-Konsolen)
- Playstation 2 – Das offizielle Magazin (PlayStation 2)
- play³
- PC PowerPlay (PC-Spiele)
- DVD Vision (Film-DVDs)
- DVD Aktuell (Film-DVDs)
- Games Aktuell (PC- und Videospiele; früher Videogames Aktuell)